# Гомесанда, Антонио
Антонио Гомесанда (исп. Antonio Gómezanda; 3 сентября 1894, Лагос-де-Морено — 24 марта 1961, Мехико) — мексиканский пианист и композитор.
В 1907 году отправился в Мехико изучать медицину, однако затем всё же решил посвятить себя музыке и в 1912 году окончил Национальную консерваторию, где его учителями были Мануэль Понсе и Хулиан Каррильо; затем совершенствовал своё мастерство в Париже под руководством Эдуара Рислера, в 1922—1923 годах брал уроки инструментовки в Берлине у Рихарда Хагеля.
Концертировал, помимо Мексики и Техаса, в Испании, Италии. Германии, Венгрии, Австрии и Чехословакии, став первым мексиканским пианистом, выступившим с Берлинским филармоническим оркестром.
Вернувшись в Мексику, в большей степени сосредоточил внимание на композиции. Написал, в частности, пять фортепианных сонат, Мексиканскую фантазию для фортепиано с оркестром (1922) и другие произведения. Кроме того, Гомесанде принадлежит музыка к кинофильму Хуана Хосе Сегуры «Крестьянская фантазия» (1943).